# 1829 Dawson
1829 Dawson è un asteroide della fascia principale. Scoperto nel 1967, presenta un'orbita caratterizzata da un semiasse maggiore pari a 2,2508977 UA e da un'eccentricità di 0,1205792, inclinata di 6,33059° rispetto all'eclittica.
L'asteroide è dedicato all'astronomo argentino Bernhard H. Dawson.